# Vonmuli
Vonmuli est une petite île inhabitée des Maldives. C'est une des nombreuses îles-hôtel des Maldives, accueillant le St-Regis Maldives Vommuli Resort. 

## Géographie
Vonmuli est située dans le centre des Maldives, au Nord-Ouest de l'atoll Nilandhe Sud, dans la subdivision de Dhaalu. 